# 名倉七海
名倉 七海（なぐら ななみ、1995年〈平成7年〉5月7日 - ）は、日本のタレント、歌手、エアギタリスト。NAVUE株式会社（ナブー株式会社）所属。弟はプロサッカー選手の名倉巧。城西国際大学メディア学部卒業。

## 略歴
東京都出身。9歳でヒップホップダンスを始める。
2012年9月、5人組エアギターアイドルユニット「テレパシー」のメンバーとして所属。センターを務めた。2013年秋よりユニットでの活動とは別に、ソロ活動も開始した。
2014年4月、「テレパシー」は解散、ソロ活動を本格化する。

### ソロデビュー
2014年11月26日、吉田拓郎のカバー曲「こうき心」でフォーライフミュージックエンタテイメントからソロ歌手デビュー。
2015年4月22日、デビュー曲と同じく吉田拓郎のカバー曲「ふざけんなよ」をリリース。
2014年5月、アリスインプロジェクトの舞台「Copyright.」に出演。

## エアギター世界選手権
テレパシー所属時代、ファンとの活動公約として「エアギター世界大会で優勝する」という目標を掲げていた。ユニットでの出場は叶わなかったこともあり、単身での出場を決意した。海外での活動名は「Seven seas（セブン・シーズ）」。
- 2014年5月、エア・ギター2014の日本大会に出場し、東京予選を2位で通過。同年7月27日、エア・ギター2014の日本決勝大会を史上最年少で優勝し、世界選手権への出場権を得る。同年8月29日、フィンランドのオウルで行われた「第19回エア・ギター世界選手権」へ出場し優勝[5][7]。日本人の優勝は、お笑いコンビ「ダイノジ」の大地洋輔以来7年ぶり。
- 2018年8月24日、「第23回エア・ギター世界選手権」で、2回目の優勝を果たす[8]。
- 2023年8月25日、「第28回エア・ギター世界選手権」に出場、5年ぶり3回目の優勝を果たす。同選手権史上最多の優勝記録保持者となった[9]。

## 受賞
- 2014年7月27日 - エア・ギター2014日本決勝大会 優勝[10][11]
- 2014年8月29日 - 第19回エア・ギター世界選手権 優勝[12][13]
- 2018年8月24日 - 第23回エア・ギター世界選手権 優勝
- 2023年8月25日 - 第28回エア・ギター世界選手権 優勝

## 出演

### 舞台
- アリスインプロジェクト「Copyright.[14]」（2014年5月28日 - 6月1日、池袋・シアターKASSAI） - アレクシア 役

### テレビドラマ
- ショムニ2013 第3話（2013年7月28日、フジテレビ）  - テレパシー（本人役）として出演
- 私たちはどうかしている 第1話（2020年8月12日、日本テレビ）
- 30歳まで童貞だと魔法使いになれるらしい（2020年10月9日 - 12月25日、テレビ東京） - 社員 役
- 生きて、ふたたび 保護司・深谷善輔 第5話（2021年12月26日、NHK BSプレミアム・NHK BS4K） - 筒井友里 役

### CM
- イオンフィナンシャルサービス「イオンカード」（2018年7月29日 - ）
- ふるさと納税サイト「ふるなび」（2020年10月31日 - ）[15]

### テレビ番組
- 中居正広のミになる図書館（2014年9月30日、テレビ朝日）
- 関ジャニの仕分け∞ 2時間スペシャル（2014年10月4日、テレビ朝日）
- ミュージックドラゴン（2014年11月14日、日本テレビ）
- ネプ&イモトの世界番付 世界一の旅SP（2014年12月5日、日本テレビ）
- バズリズム（2015年4月11日、日本テレビ）
- この差って何ですか? 意外と知らない俳句と川柳の差&今がピーク…ダニ退治で上地絶叫SP（2018年9月18日、TBSテレビ）
- 世界まる見え!テレビ特捜部秋の音楽祭SPアナ雪歌手が特殊メイクで感動ドッキリELT持田も涙（2018年10月1日、日本テレビ）
- 正月千鳥 千鳥VS各界のNEWスターたち!!こんな千鳥…見た事ない!?（2021年1月3日、中京テレビ・日本テレビ）
- 太田上田（2023年10月31日、中京テレビ）

## 作品

### ミニアルバム
- こうき心（2014年11月26日）

### シングル
- ふざけんなよ（2015年4月22日）[6][5]